# Olympische Jugend-Winterspiele 2012/Teilnehmer (Frankreich)
| Gelbes Symbol für Goldmedaillen mit stilisierten Olympischen Ringen | Graues Symbol für Silbermedaillen mit stilisierten Olympischen Ringen | Braundes Symbol für Bronzemedaillen mit stilisierten Olympischen Ringen |
| ------------------------------------------------------------------- | --------------------------------------------------------------------- | ----------------------------------------------------------------------- |
| 2                                                                   | 2                                                                     | 5                                                                       |

Frankreich nahm an den Olympischen Jugend-Winterspielen 2012 in Innsbruck mit 29 Athleten in zehn Sportarten teil.

## Sportarten

### Biathlon
| Athleten                                                         | Wettbewerb                         | Zeit (Schießfehler) | Rang   |
| ---------------------------------------------------------------- | ---------------------------------- | ------------------- | ------ |
| Jungen                                                           |                                    |                     |        |
| Aristide Bègue                                                   | 7,5 km Sprint                      | 19:48,5 min (1)     | Bronze |
| Aristide Bègue                                                   | 10 km Verfolgung                   | 30:22,2 min (7)     | 8      |
| Fabien Claude                                                    | 7,5 km Sprint                      | 21:05,9 min (4)     | 16     |
| Fabien Claude                                                    | 10 km Verfolgung                   | 31:06,2 min (6)     | 11     |
| Mädchen                                                          |                                    |                     |        |
| Chloé Chevalier                                                  | 6 km Sprint                        | 18:55,8 min (3)     | 12     |
| Chloé Chevalier                                                  | 7,5 km Verfolgung                  | 31:17,6 min (7)     | 15     |
| Léa Ducordeau                                                    | 6 km Sprint                        | 19:13,6 min (2)     | 15     |
| Léa Ducordeau                                                    | 7,5 km Verfolgung                  | 30:59,2 min (5)     | 13     |
| Gemischt                                                         |                                    |                     |        |
| Léa Ducordeau Chloé Chevalier Fabien Claude Aristide Bègue       | Mixed-Staffel                      | 1:13:27,8 h (1+12)  | Bronze |
| Léa Ducordeau Constance Vulliet Fabien Claude Thomas Chambellant | Mixed-Staffel Skilanglauf/Biathlon | 1:06:01,9 h (0+5)   | 5      |

### Eishockey
| Athleten         | Wettbewerb       | Qualifikation | Qualifikation | Finale             | Finale             |
| Athleten         | Wettbewerb       | Punkte        | Rang          | Punkte             | Rang               |
| ---------------- | ---------------- | ------------- | ------------- | ------------------ | ------------------ |
| Jungen           |                  |               |               |                    |                    |
| Thibaut Colombin | Skills-Challenge | 5             | 14            | nicht qualifiziert | nicht qualifiziert |
| Mädchen          |                  |               |               |                    |                    |
| Morgane Rihet    | Skills-Challenge | 17            | 6             | 16                 | 6                  |

### Eiskunstlauf
| Athleten                        | Wettbewerb | Kurzprogramm | Kurzprogramm | Free Skating/Dance | Free Skating/Dance | Gesamt | Gesamt |
| Athleten                        | Wettbewerb | Punkte       | Rang         | Punkte             | Rang               | Punkte | Rang   |
| ------------------------------- | ---------- | ------------ | ------------ | ------------------ | ------------------ | ------ | ------ |
| Jungen                          |            |              |              |                    |                    |        |        |
| Timofeï Novaikin                | Einzel     | 52,47        | 5            | 94,76              | 9                  | 147,23 | 8      |
| Mädchen                         |            |              |              |                    |                    |        |        |
| Anaïs Ventard                   | Einzel     | 49,85        | 4            | 86,23              | 6                  | 136,08 | 5      |
| Paar                            |            |              |              |                    |                    |        |        |
| Estelle Elizabeth Romain Le Gac | Eistanz    | 42,60        | 6            | 63,82              | 5                  | 106,42 | 5      |

### Freestyle-Skiing

#### Halfpipe
| Athleten                 | Wettbewerb | Qualifikation | Qualifikation | Finale       | Finale |
| Athleten                 | Wettbewerb | Punkte        | Rang          | Punkte       | Rang   |
| ------------------------ | ---------- | ------------- | ------------- | ------------ | ------ |
| Jungen                   |            |               |               |              |        |
| César Fabre              | Halfpipe   | 64,00 Punkte  | 7             | 79,25 Punkte | 5      |
| Mädchen                  |            |               |               |              |        |
| Marine Tripier-Mondancin | Halfpipe   | 81,00 Punkte  | 2             | 69,50 Punkte | Bronze |

#### Skicross
| Athleten       | Wettbewerb | Qualifikation | Qualifikation | Vorlauf  | Vorlauf  | Halbfinale | Finale   |
| Athleten       | Wettbewerb | Zeit          | Rang          | Punkte   | Rang     | Position   | Position |
| -------------- | ---------- | ------------- | ------------- | -------- | -------- | ---------- | -------- |
| Jungen         |            |               |               |          |          |            |          |
| Bastien Girard | Skicross   | 59,27 s       | 11            | Abgesagt | Abgesagt | Abgesagt   | Abgesagt |
| Mädchen        |            |               |               |          |          |            |          |
| Emma Vorger    | Skicross   | 1:01,87 min   | 9             | Abgesagt | Abgesagt | Abgesagt   | Abgesagt |

### Nordische Kombination
| Athleten    | Wettbewerb                    | Skispringen | Skispringen | Skispringen   | Langlauf    | Langlauf |
| Athleten    | Wettbewerb                    | Punkte      | Rang        | Zeitrückstand | Zeit        | Rang     |
| ----------- | ----------------------------- | ----------- | ----------- | ------------- | ----------- | -------- |
| Jungen      |                               |             |             |               |             |          |
| Tom Balland | Normalschanze / 5 km Langlauf | 104,7       | 14          | 2:11 min      | 31:03,7 min | 12       |

### Shorttrack
| Athleten       | Wettbewerb | Viertelfinale | Viertelfinale | Halbfinale         | Halbfinale         | Finale             | Finale |
| Athleten       | Wettbewerb | Zeit          | Rang          | Zeit               | Rang               | Zeit               | Rang   |
| -------------- | ---------- | ------------- | ------------- | ------------------ | ------------------ | ------------------ | ------ |
| Jungen         |            |               |               |                    |                    |                    |        |
| Yoann Martinez | 500 m      | PEN           | PEN           | nicht qualifiziert | nicht qualifiziert | nicht qualifiziert |        |
| Yoann Martinez | 1000 m     | 1:33,762 min  | 2             | 1:32,564 min       | 3                  | 1:40,840 min       | 6      |

### Ski Alpin
| Athleten        | Wettbewerb   | Durchgang 1 | Durchgang 2        | Gesamt             | Gesamt             |
| Athleten        | Wettbewerb   | Zeit        | Zeit               | Zeit               | Rang               |
| --------------- | ------------ | ----------- | ------------------ | ------------------ | ------------------ |
| Jungen          |              |             |                    |                    |                    |
| Leny Herpin     | Super-G      |             |                    | DNF                | DNF                |
| Leny Herpin     | Riesenslalom | DNF         | nicht qualifiziert | nicht qualifiziert | nicht qualifiziert |
| Leny Herpin     | Slalom       | DNF         | nicht qualifiziert | nicht qualifiziert | nicht qualifiziert |
| Leny Herpin     | Kombination  | 1:05,10 min | 37,15 s            | 1:42,25 min        | 5                  |
| Victor Schuller | Super-G      |             |                    | 1:04,81 min        | 4                  |
| Victor Schuller | Riesenslalom | 57,35 s     | DNF                | -                  | -                  |
| Victor Schuller | Slalom       | 43,21 s     | 40,52 s            | 1:23,73 min        | 15                 |
| Victor Schuller | Kombination  | 1:04,65 min | 39,00 s            | 1:43,65 min        | 12                 |
| Mädchen         |              |             |                    |                    |                    |
| Estelle Alphand | Super-G      |             |                    | 1:05,78 min        | Gold               |
| Estelle Alphand | Riesenslalom | 57,69 s     | 58,65 s            | 1:56,34 min        | Silber             |
| Estelle Alphand | Slalom       | 42,76 s     | 39,46 s            | 1:22,22 min        | 6                  |
| Estelle Alphand | Kombination  | 1:04,74 min | 36,67 s            | 1:41,41 min        | Silber             |
| Clara Direz     | Super-G      |             |                    | 1:06,09 min        | 4                  |
| Clara Direz     | Riesenslalom | 57,58 s     | 58,55 s            | 1:56,13 min        | Gold               |
| Clara Direz     | Slalom       | DNF         | nicht qualifiziert | nicht qualifiziert | nicht qualifiziert |
| Clara Direz     | Kombination  | 1:05,64 min | 36,67 s            | 1:42,31 min        | 6                  |

| Athleten                                                | Wettbewerb     | Achtelfinale     | Viertelfinale | Halbfinale        | Um Platz 3    | Um Platz 3 |
| Athleten                                                | Wettbewerb     | Ergebnis         | Ergebnis      | Ergebnis          | Ergebnis      | Rang       |
| ------------------------------------------------------- | -------------- | ---------------- | ------------- | ----------------- | ------------- | ---------- |
| Gemischt                                                |                |                  |               |                   |               |            |
| Estelle Alphand Victor Schuller Clara Direz Leny Herpin | Teamwettbewerb | Slowenien 2+ – 2 | -             | Österreich 2 – 2+ | Italien 3 – 1 | Bronze     |

### Skilanglauf
| Athleten               | Wettbewerb      | Qualifikation | Qualifikation | Viertelfinale      | Viertelfinale      | Halbfinale         | Halbfinale         | Finale             | Finale             |
| Athleten               | Wettbewerb      | Zeit          | Rang          | Zeit               | Rang               | Zeit               | Rang               | Zeit               | Rang               |
| ---------------------- | --------------- | ------------- | ------------- | ------------------ | ------------------ | ------------------ | ------------------ | ------------------ | ------------------ |
| Jungen                 |                 |               |               |                    |                    |                    |                    |                    |                    |
| Thomas Chambellant     | 10 km klassisch |               |               |                    |                    |                    |                    | 31:55,0 min        | 21                 |
| Thomas Chambellant     | Sprint          | 1:49,45 min   | 24            | 1:51,7 min         | 4                  | nicht qualifiziert | nicht qualifiziert | nicht qualifiziert | nicht qualifiziert |
| Richard Jouve          | 10 km klassisch |               |               |                    |                    |                    |                    | 32:01,8 min        | 23                 |
| Richard Jouve          | Sprint          | 1:50,07 min   | 28            | 1:47,5 min         | 5                  | nicht qualifiziert | nicht qualifiziert | nicht qualifiziert | nicht qualifiziert |
| Mädchen                |                 |               |               |                    |                    |                    |                    |                    |                    |
| Alison Perrillat-Amede | 5 km klassisch  |               |               |                    |                    |                    |                    | 17:41,7 min        | 31                 |
| Alison Perrillat-Amede | Sprint          | 2:13,27 min   | 33            | nicht qualifiziert | nicht qualifiziert | nicht qualifiziert | nicht qualifiziert | nicht qualifiziert | nicht qualifiziert |
| Constance Vulliet      | 5 km klassisch  |               |               |                    |                    |                    |                    | 17:15,0 min        | 27                 |
| Constance Vulliet      | Sprint          | 2:10,67 min   | 28            | 2:13,5 min         | 6                  | nicht qualifiziert | nicht qualifiziert | nicht qualifiziert | nicht qualifiziert |

### Skispringen
| Athleten     | Wettbewerb    | Erste Runde | Erste Runde | Finale | Finale | Gesamt | Gesamt |
| Athleten     | Wettbewerb    | Weite       | Punkte      | Weite  | Punkte | Punkte | Rang   |
| ------------ | ------------- | ----------- | ----------- | ------ | ------ | ------ | ------ |
| Jungen       |               |             |             |        |        |        |        |
| Arthur Royer | Normalschanze | 66,5 m      | 105,9       | 61,5 m | 93,9   | 199,8  | 15     |
| Mädchen      |               |             |             |        |        |        |        |
| Léa Lemare   | Normalschanze | 67,0 m      | 108,6       | 70,5 m | 117,5  | 226,1  | 4      |

| Athleten                            | Wettbewerb               | Erste Runde | Zweite Runde | Gesamt | Gesamt |
| Athleten                            | Wettbewerb               | Punkte      | Punkte       | Punkte | Rang   |
| ----------------------------------- | ------------------------ | ----------- | ------------ | ------ | ------ |
| Gemischt                            |                          |             |              |        |        |
| Léa Lemare Tom Balland Arthur Royer | Mixed-Team Normalschanze | 227,2       | 283,3        | 510,5  | 9      |

### Snowboard

#### Halfpipe
| Athleten           | Wettbewerb | Qualifikation | Qualifikation | Qualifikation | Halbfinale   | Halbfinale   | Halbfinale | Finale             | Finale             | Finale             |
| Athleten           | Wettbewerb | Durchgang 1   | Durchgang 2   | Rang          | Durchgang 1  | Durchgang 2  | Rang       | Durchgang 1        | Durchgang 2        | Rang               |
| ------------------ | ---------- | ------------- | ------------- | ------------- | ------------ | ------------ | ---------- | ------------------ | ------------------ | ------------------ |
| Jungen             |            |               |               |               |              |              |            |                    |                    |                    |
| Victor Habermacher | Halfpipe   | 52,50 Punkte  | 29,00 Punkte  | 9             | 36,35 Punkte | 35,75 Punkte | 11         | nicht qualifiziert | nicht qualifiziert | nicht qualifiziert |
| Yannis Tourki      | Halfpipe   | 62,50 Punkte  | 39,00 Punkte  | 6             | 70,50 Punkte | 71,25 Punkte | 4          | 63,00 Punkte       | 57,25 Punkte       | 9                  |
| Mädchen            |            |               |               |               |              |              |            |                    |                    |                    |
| Lucile Lefèvre     | Halfpipe   | 70,75 Punkte  | 75,75 Punkte  | 3             | -            | -            | -          | 82,25 Punkte       | 29,75 Punkte       | Bronze             |

#### Slopestyle
| Athleten           | Wettbewerb | Qualifikation | Qualifikation | Qualifikation | Finale             | Finale             | Finale             |
| Athleten           | Wettbewerb | Durchgang 1   | Durchgang 2   | Rang          | Durchgang 1        | Durchgang 2        | Rang               |
| ------------------ | ---------- | ------------- | ------------- | ------------- | ------------------ | ------------------ | ------------------ |
| Jungen             |            |               |               |               |                    |                    |                    |
| Victor Habermacher | Slopestyle | DNF           | DNF           | DNF           | nicht qualifiziert | nicht qualifiziert | nicht qualifiziert |
| Yannis Tourki      | Slopestyle | 38,00 Punkte  | 35,25 Punkte  | 13            | nicht qualifiziert | nicht qualifiziert | nicht qualifiziert |
| Mädchen            |            |               |               |               |                    |                    |                    |
| Lucile Lefèvre     | Slopestyle | 36,75 Punkte  | 69,25 Punkte  | 8             | 36,25 Punkte       | 42,25 Punkte       | 9                  |